# ロベルト・ベッテガ
ロベルト・ベッテガ（Roberto Bettega、1950年12月27日 - ）は、イタリア・ピエモンテ州トリノ出身の元サッカー選手。ポジションはFW。1970年代のユヴェントスを象徴する選手。

## クラブ経歴
父親はFIATで働き、母親は小学校の教師をしている中流階級の家に生まれた。7歳の頃トリノダービーを見てユヴェントスの大ファンになり、サッカー選手を夢見るようになった。父親に連れられて、ユヴェントスのトレーニングスクールに通うようになると、13歳の頃には体格に恵まれ、テクニックもあり目立つ存在となっていた。この頃はMFとしてプレーしていたが、1964-65年にかけてFWとしてプレーするようになった。1968-69シーズンの終わり頃にはトップチームに加えられたが、1969-70シーズン、経験を積ませるため、当時セリエBのヴァレーゼへとレンタルに出され、ウイングとして実力を証明、30試合で13得点を挙げた。
1970-71シーズンからユヴェントスのレギュラーとして活躍、1970年9月27日のカターニャ戦でセリエAの舞台にデビューし、初得点も決めた。このシーズンのリーグ戦28試合で13ゴール、公式戦全体では46試合で22得点を記録した。1971-72シーズン、この年のリーグ戦、14試合で10得点を挙げていたが、12月以降、呼吸器系炎症性疾患により約8ヵ月間の長期欠場を余儀なくされた。それでもチームはスクデットを獲得した。その後の3シーズンは二桁ゴールに届かずに終わった。その後、1975-76シーズン以降、再びリーグ戦で二桁ゴールを記録するようになった。1976-77シーズンにUEFAカップで優勝した。
その後もユヴェントスの中心選手としてピッチに君臨した。1979-80シーズンにはセリエA得点王に輝いた。しかし1981-82シーズンは、11月の怪我で殆ど出場出来ずに終わった。1982-83シーズンのチャンピオンズカップでは決勝に進んだが、ハンブルガーSVに敗れ準優勝に終わった。ユヴェントスでは、7度のリーグ優勝、2度のコッパ・イタリア優勝、1度のUEFAカップ優勝をチームにもたらした。1977年、1978年にはバロンドール投票でそれぞれ4位に入った。
1983年から2年間、トロント・ブリザードでプレーし、33歳で現役を引退。

## 代表経歴
イタリア代表としては、1975年6月5日にフィンランド戦でデビュー。1978年のワールドカップアルゼンチン大会において1次リーグのハンガリー戦、アルゼンチン戦でそれぞれ1ゴールを挙げた。1980年のUEFA欧州選手権にも出場したが、1981年11月の怪我により、エンツォ・ベアルツォット代表監督は最後メンバーを決めるぎりぎりまで、回復を待ったが、回復せず、ワールドカップ・スペイン大会に出場出来なかった。

### その後
引退後、ユヴェントスの副会長を務めていた時、ジネディーヌ・ジダンの才能に惚れ込み、獲得を進めた。カルチョ・スキャンダルが発覚すると、その解決のために奔走し、騒動終結後にユヴェントスの副会長の座を辞した。このスキャンダルで唯一潔白となった人物であった。
息子のアレッサンドロ・ベッテガもサッカー選手である。

## タイトル
- ユヴェントス
  - セリエA優勝：7回（1971-1972, 1972-1973, 1974-1975, 1976-1977, 1977-1978, 1980-1981, 1981-1982）
  - コッパ・イタリア：2回（1978-1979, 1982-1983）
  - UEFAカップ：1回（1976-1977）

## 個人成績
| 国内大会個人成績 | 国内大会個人成績     | 国内大会個人成績 | 国内大会個人成績 | 国内大会個人成績 | 国内大会個人成績            | 国内大会個人成績 | 国内大会個人成績 | 国内大会個人成績 | 国内大会個人成績 | 国内大会個人成績 | 国内大会個人成績 |
| 年度             | クラブ               | 背番号           | リーグ           | リーグ戦         | リーグ戦                    | リーグ杯         | リーグ杯         | オープン杯       | オープン杯       | 期間通算         | 期間通算         |
| 年度             | クラブ               | 背番号           | リーグ           | 出場             | 得点                        | 出場             | 得点             | 出場             | 得点             | 出場             | 得点             |
| イタリア         | イタリア             | イタリア         | イタリア         | リーグ戦         | リーグ戦                    | イタリア杯       | イタリア杯       | オープン杯       | オープン杯       | 期間通算         | 期間通算         |
| ---------------- | -------------------- | ---------------- | ---------------- | ---------------- | --------------------------- | ---------------- | ---------------- | ---------------- | ---------------- | ---------------- | ---------------- |
| 1969-70          | ヴァレーゼ           |                  | セリエB          | 30               | 13                          |                  |                  |                  |                  |                  |                  |
| 1970-71          | ユヴェントス         |                  | セリエA          | 28               | 13                          |                  |                  |                  |                  |                  |                  |
| 1971-72          | ユヴェントス         |                  | セリエA          | 14               | 10                          |                  |                  |                  |                  |                  |                  |
| 1972-73          | ユヴェントス         |                  | セリエA          | 27               | 8                           |                  |                  |                  |                  |                  |                  |
| 1973-74          | ユヴェントス         |                  | セリエA          | 24               | 8                           |                  |                  |                  |                  |                  |                  |
| 1974-75          | ユヴェントス         |                  | セリエA          | 27               | 6                           |                  |                  |                  |                  |                  |                  |
| 1975-76          | ユヴェントス         |                  | セリエA          | 29               | 15                          |                  |                  |                  |                  |                  |                  |
| 1976-77          | ユヴェントス         |                  | セリエA          | 30               | 17                          |                  |                  |                  |                  |                  |                  |
| 1977-78          | ユヴェントス         |                  | セリエA          | 30               | 11                          |                  |                  |                  |                  |                  |                  |
| 1978-79          | ユヴェントス         |                  | セリエA          | 30               | 9                           |                  |                  |                  |                  |                  |                  |
| 1979-80          | ユヴェントス         |                  | セリエA          | 28               | 16                          |                  |                  |                  |                  |                  |                  |
| 1980-81          | ユヴェントス         |                  | セリエA          | 25               | 5                           |                  |                  |                  |                  |                  |                  |
| 1981-82          | ユヴェントス         |                  | セリエA          | 7                | 5                           |                  |                  |                  |                  |                  |                  |
| 1982-83          | ユヴェントス         |                  | セリエA          | 27               | 6                           |                  |                  |                  |                  |                  |                  |
| アメリカ         | アメリカ             | アメリカ         | アメリカ         | リーグ戦         | リーグ戦                    | リーグ杯         | リーグ杯         | USオープン杯     | USオープン杯     | 期間通算         | 期間通算         |
| 1983-84          | トロント・ブリザード |                  | NASL             | 48               | 11                          |                  |                  |                  |                  |                  |                  |
| 通算             | イタリア             | イタリア         | セリエA          | 326              | 129\|\|\|\|\|\|\|\|\|\|\|\| |                  |                  |                  |                  |                  |                  |
| 通算             | イタリア             | イタリア         | セリエB          | 30               | 13\|\|\|\|\|\|\|\|\|\|\|\|  |                  |                  |                  |                  |                  |                  |
| 通算             | アメリカ             | アメリカ         | NASL             | 48               | 11\|\|\|\|\|\|\|\|\|\|\|\|  |                  |                  |                  |                  |                  |                  |
| 総通算           | 総通算               | 総通算           | 総通算           | 404              | 153\|\|\|\|\|\|\|\|\|\|\|\| |                  |                  |                  |                  |                  |                  |

## 代表歴
- イタリア代表 1975-1983
  - 代表デビュー：1975年6月4日 vs フィンランド
  - 代表通算：42試合出場 19得点
  - 1978年 FIFAワールドカップ（4位、7試合2得点）
  - 1980年 UEFA欧州選手権